# Banc La Chapelle
Le banc La Chapelle est un relief sous-marin situé au large de la Bretagne, à environ 100 milles, soit 190 kilomètres, à l'ouest-sud-ouest de Sein.

## Découverte et dénomination
La mardi gras 1695, vers seize heures, le sieur La Chapelle-Richard, naviguant à trente six lieues d’Ouessant, soit cent huit milles, à la latitude de la pointe de Penmarch, aperçoit à portée de pistolet, soit dix à trente mètres, une « roche saignante » haute de cinq mètres, qui n'est sans doute qu'une illusion d'optique causée par une de ces vagues scélérates qu'observera deux siècles et demi plus tard l'océanographe Édouard Le Danois aux abords du talus continental. Située par 47°24′ de latitude et 9°32′ de longitude (47° 14′ N, 9° 19′ O), presque deux fois plus à l'ouest que l'actuel banc La Chapelle, cette « vigie » fantôme, comme beaucoup d'autres faux repères en mer signalés par les marins eux-mêmes, continuera cependant de figurer longtemps sur les cartes tant que les progrès techniques, tels que les horloges marines de Ferdinand Berthoud, resteront insuffisants pour que les cartographes se passent de récits si peu fiables.
En 1828 et 1829, Hippolyte Le Saulnier de Vauhello, fils du parlementaire Bonaventure Le Saulnier du Vauhello, sonde le haut-fond à l'endroit qui porte aujourd'hui le nom de La Chapelle. Le nom perdurera fût-ce pour désigner un site autre et qui n'est nullement un écueil.

## Situation

Carte de la mer Celtique figurant le banc La Chapelle à sa limite méridionale, marquée d'un tireté rouge, en retrait du talus continental.

Le banc La Chapelle est un des hauts-fonds qui marquent l'entrée ouest de la Manche et servait autrefois à l'atterrage de Brest.

| Les Jumelles                         | Le Castor           | Le Parsons                               |
| Pointe aux merlus                    | du banc La Chapelle |                                          |
| haute mer de l'océan Atlantique nord | plaine abyssale     | plateau continental du golfe de Gascogne |

## Exploration

Carte de la Manche extraite de l'atlas van Keulen. Une « roche saignante » est mentionnée non loin de l'emplacement du banc La Chapelle.

La première analyse bathymétrique du banc La Chapelle est effectuée les 13 mai et 6 juin 1935 sous la direction de l'océanologue Édouard Le Danois à bord du Président Théodore Tissier, que commande Lucien Beaugé.
Cette campagne d'exploration maritime permet de confirmer ce que de précédentes ont mis en évidence, le relief sous-marin est aussi tourmenté et varié que le relief terrestre. L'idée préconçue que l'eau aurait lissé les fonds restait jusqu'alors répandue.
Elle permet aussi d'éliminer la légende d'un écueil qui hantait les esprits superstitieux des pêcheurs, très nombreux sur le site, depuis la fin du XVIIe siècle. Cette « vigie » légendaire figure en effet sans nom un peu plus au nord par 48° 15 de latitude Nord sur une carte de l'atlas van Keulen, qui date du début du XVIIIe siècle. Elle apparaît, sous le nom de La Chapelle, un peu plus à l'ouest, par 47° 24 Nord et 9° 32 Ouest sur une carte de 1766, où elle a été confondue avec un présumé écueil moussu que le capitaine havrais Thomas a frôlé le 23 mai 1764 au nord-ouest du cap Finisterre à la latitude de 46° 24′ Nord entre 15° et 15° 54′ de longitude (46° 14′ N, 15° 16′ O).

## Description
Le banc La Chapelle est une excroissance du Massif armoricain. C'est un massif montagneux sous-marin orienté dans le sens du plissement général, du nord-est vers le sud-ouest. Il est situé au bord du plateau continental et présente pour cette raison une grande biodiversité en même temps que des phénomènes de houles exceptionnels.
Il dresse au dessus de la plaine abyssale une muraille de quatre cents à six cents mètres de haut de part et d'autre d'un cirque naturel renflé en son milieu. Cette falaise plonge à partir de - 1000 mètres, par endroits presque verticalement, vers un fond qui se creuse jusqu'à - 4 280 mètres. Le haut-fond proprement dit est dessiné par les sommets qui se dressent au dessus des - 160 mètres. Le sommet le plus proche de la falaise, situé au fond du cirque naturel, culmine à - 146 mètres. Au nord, trois autres sommets, culminant respectivement d'ouest en est à - 166, - 110 et - 125 mètres, annoncent le banc dit « du Castor ». À l'est, un sommet culminant à - 131 mètres est entouré à son nord-ouest, son nord et son est de trois crêtes, respectivement - 116, - 105 et - 120 mètres, qui s'étirent vers le nord-est pour former le banc dit « de Parsons ».

## Administration
Situé dans la zone économique exclusive de la France, le banc La Chapelle est au cœur d'une zone de pêche placée sous la sauvegarde du CIEM et sous la surveillance du CROSS Corsen pour sa partie nord, du CROSS Etel pour sa partie sud. Il donne son nom à une zone d'action de l'État en mer.

### Webographie
- O. Chapuis, « Rochers saignants », in voilesetvoiliers.com, SERNAS, Rennes, 23 mars 2012.